# Waltham (Vermont)
Waltham ist eine Town im Addison County des Bundesstaates Vermont in den Vereinigten Staaten mit 446 Einwohnern (laut Volkszählung von 2020).

## Geografie

### Geografische Lage
Waltham liegt im Norden des Addison Countys, an der Westflanke der Green Mountains am südöstlichen Rand der Ebene um den Lake Champlain. Das Gebiet der Town ist eben, mit einem Hügel, dem 269 m hohen Buck Mountain. Der Otter Creek bildet die westliche Grenze der Town, zudem gibt es einige kleinere Flüsse, die entweder in den Otter Creek münden oder ostwärts fließen.

### Nachbargemeinden
Alle Angaben als Luftlinien zwischen den offiziellen Koordinaten der Orte aus der Volkszählung 2010.
- Norden: Vergennes, 3,0 km
- Nordosten: Ferrisburgh
- Osten: New Haven, 7,1 km
- Süden: Weybridge, 2,0 km
- Südwesten: Addison, 11,7 km
- Westen: Panton, 12,4 km

### Klima
Die mittlere Durchschnittstemperatur in Waltham liegt zwischen −7,8 °C (18 °Fahrenheit) im Januar und 20,6 °C (69 °Fahrenheit) im Juli. Damit ist der Ort gegenüber dem langjährigen Mittel der USA um etwa 10 Grad kühler. Die Schneefälle zwischen Mitte Oktober und Mitte Mai liegen mit mehr als fünfeinhalb Metern etwa doppelt so hoch wie die mittlere Schneehöhe in den USA, die tägliche Sonnenscheindauer liegt am unteren Rand des Wertespektrums der USA, von September bis Dezember sogar deutlich darunter.

## Geschichte
Als Vergennes im Jahr 1796 als Ausgliederung der Towns New Heaven, Ferrisburgh und Panton gegründet wurde, hatte es eine Größe von 1.200 Acres. Es kam einige Zeit später zu einer weiteren Landabtretung von New Haven zugunsten von Vergennes, jedoch passte dieses Land nicht zur City von Vergennes. Dieses Land wurde als eigenständige Town incorporiert. Zum ersten Moderator der Versammlung der neuen Town wurde Phineas Brown gewählt. Er schlug den Namen Waltham nach seiner Heimattown Waltham in Massachusetts vor, was die Versammlung annahm und die neue Town wurde Waltham genannt. 1804 wurde ein kleiner Teil von Addison dem Gebiet von Waltham zugeschlagen und hat der Town ihre heutige Form gegeben.
Die Besiedlung des Gebietes startete kurz vor dem Amerikanischen Unabhängigkeitskrieg durch die Familie von John Grisworld aus Connecticut. Grisworld und vier seiner Söhne wurden durch Indianer gefangen genommen und nach Kanada gebracht. Erst drei Jahre später kehrten er und drei Söhne zurück, der vierte war inzwischen als Matrose auf einem britischen Schiff. Von ihm gibt es keine weiteren Aufzeichnungen. In der Zeit des Kriegs stockte die Besiedlung der Town und erst nach Kriegsende kamen Siedler zurück und neue hinzu. Auch Grisworld kehrte zu seiner Familie zurück.

### Einwohnerentwicklung
| Volkszählungsergebnisse – Town of Waltham, Vermont | Volkszählungsergebnisse – Town of Waltham, Vermont | Volkszählungsergebnisse – Town of Waltham, Vermont | Volkszählungsergebnisse – Town of Waltham, Vermont | Volkszählungsergebnisse – Town of Waltham, Vermont | Volkszählungsergebnisse – Town of Waltham, Vermont | Volkszählungsergebnisse – Town of Waltham, Vermont | Volkszählungsergebnisse – Town of Waltham, Vermont | Volkszählungsergebnisse – Town of Waltham, Vermont | Volkszählungsergebnisse – Town of Waltham, Vermont | Volkszählungsergebnisse – Town of Waltham, Vermont |
| Jahr                                               | 1800                                               | 1810                                               | 1820                                               | 1830                                               | 1840                                               | 1850                                               | 1860                                               | 1870                                               | 1880                                               | 1890                                               |
| -------------------------------------------------- | -------------------------------------------------- | -------------------------------------------------- | -------------------------------------------------- | -------------------------------------------------- | -------------------------------------------------- | -------------------------------------------------- | -------------------------------------------------- | -------------------------------------------------- | -------------------------------------------------- | -------------------------------------------------- |
| Einwohner                                          | 247                                                | 244                                                | 264                                                | 301                                                | 283                                                | 270                                                | 263                                                | 249                                                | 248                                                | 255                                                |
| Jahr                                               | 1900                                               | 1910                                               | 1920                                               | 1930                                               | 1940                                               | 1950                                               | 1960                                               | 1970                                               | 1980                                               | 1990                                               |
| Einwohner                                          | 264                                                | 202                                                | 204                                                | 175                                                | 184                                                | 193                                                | 186                                                | 265                                                | 394                                                | 454                                                |
| Jahr                                               | 2000                                               | 2010                                               | 2020                                               | 2030                                               | 2040                                               | 2050                                               | 2060                                               | 2070                                               | 2080                                               | 2090                                               |
| Einwohner                                          | 479                                                | 486                                                | 446                                                |                                                    |                                                    |                                                    |                                                    |                                                    |                                                    |                                                    |

## Wirtschaft und Infrastruktur

### Verkehr
Durch den Nordosten von Waltham verläuft der U.S. Highway 7 von Middlebury im Süden nach Burlington im Norden. Die Vermont State Route 17 streift die südöstliche Ecke der Town und verläuft von Addison nach New Haven.

### Öffentliche Einrichtungen
Mit Ausnahme der üblichen städtischen Einrichtungen verfügt Waltham über keine öffentlichen Einrichtungen. Das nächstgelegene Krankenhaus, das Porter Medical Center, befindet sich in Middlebury.

### Bildung
Waltham gehört mit Addison, Ferrisburgh, Panton und Vergennes zum Addison Northwest School District.
Panton verfügt momentan über keine eigene Schule. Schulkinder besuchen die Schulen in Vergennes.
Die Bixby Memorial Free Library in Panton ist für die Towns Addison, Ferrisburgh, Panton, Vergennes und Waltham die gemeinsam betriebene öffentliche Bibliothek.

## Persönlichkeiten

### Persönlichkeiten, die vor Ort gewirkt haben
- Alexander Twilight (1795–1857), Lehrer, Politiker und Priester in Waltham